# Миромениль (станция метро)
Миромениль (фр. Miromesnil) — пересадочный узел Парижского метрополитена между линиями 9 и 13. Назван в честь государственного деятеля Арманда Тома де Миромениля. На станции установлены автоматические платформенные ворота. 
Рядом со станцией располагаются Елисейский дворец и Министерство внутренних дел Франции.

## История
- История пересадочного узла начинается 27 мая 1923 года, в этот день открылся зал линии 9 в составе пускового участка Трокадеро — Сен-Огюстен. 27 апреля 1973 года открылся зал линии 13 в рамках первой очереди центрального участка линии 13, и до 18 февраля 1975 года зал был конечной станцией линии 13. Конечной целью строительства центрального её участка стало присоединение в 1976 году старой линии 14.
- Пассажиропоток по станции по входу в 2011 году, по данным RATP, составил 5 769 023 человек[2]. В 2013 году этот показатель вырос до 5 916 541 пассажиров (61-е место в рейтинге)[3].

## Галерея

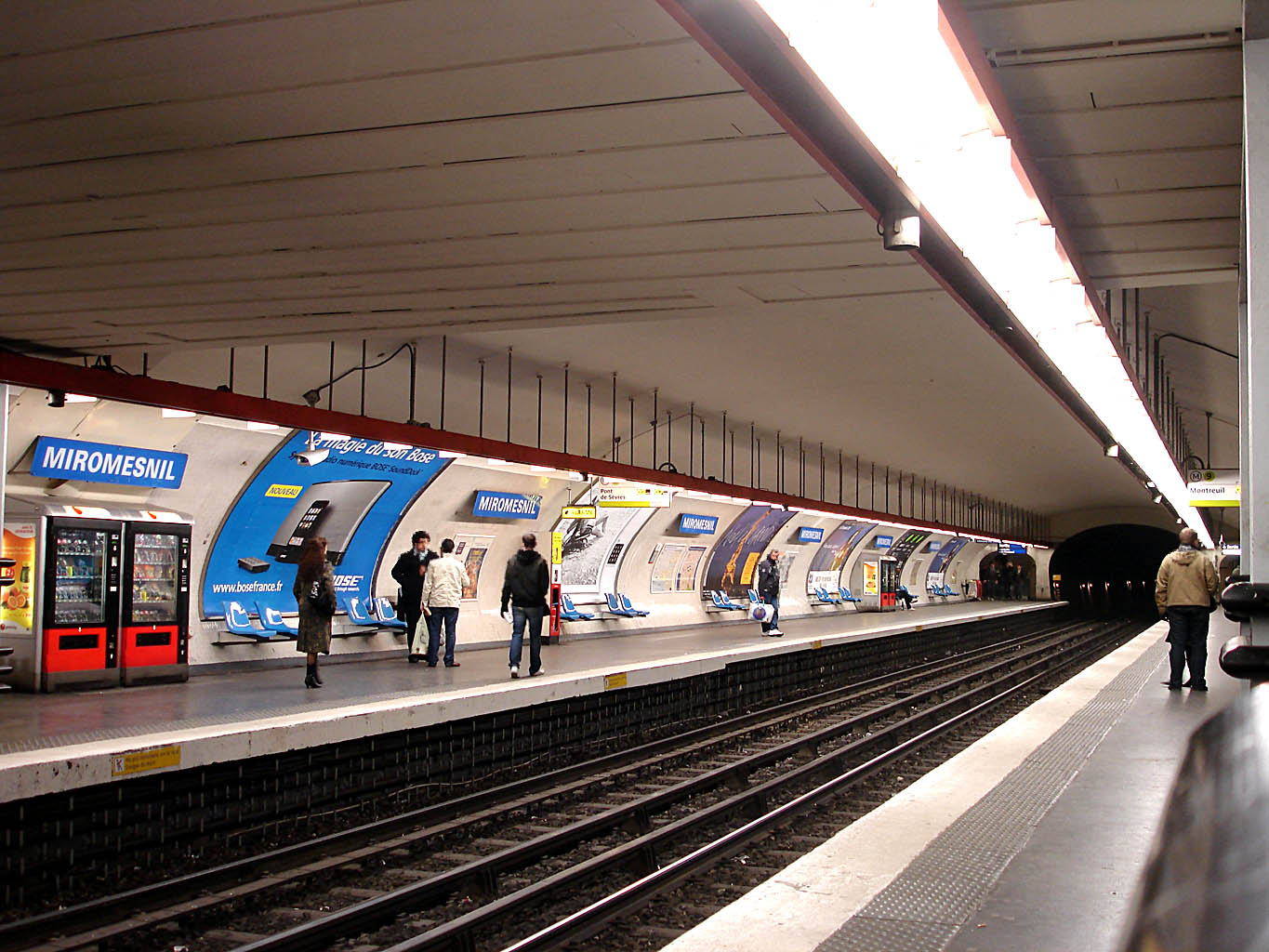
Зал линии 9
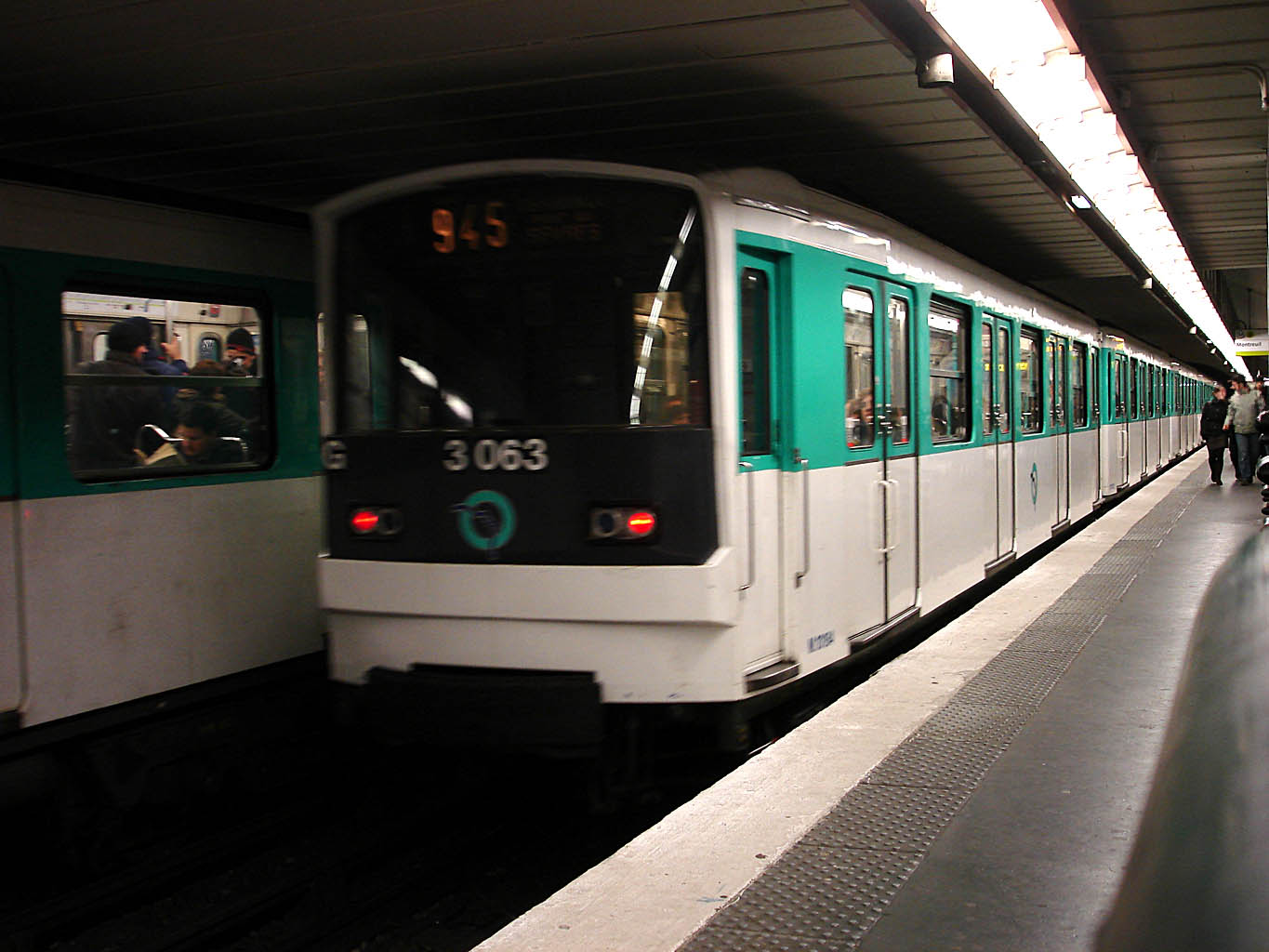
Состав модели MF 67 на линии 9
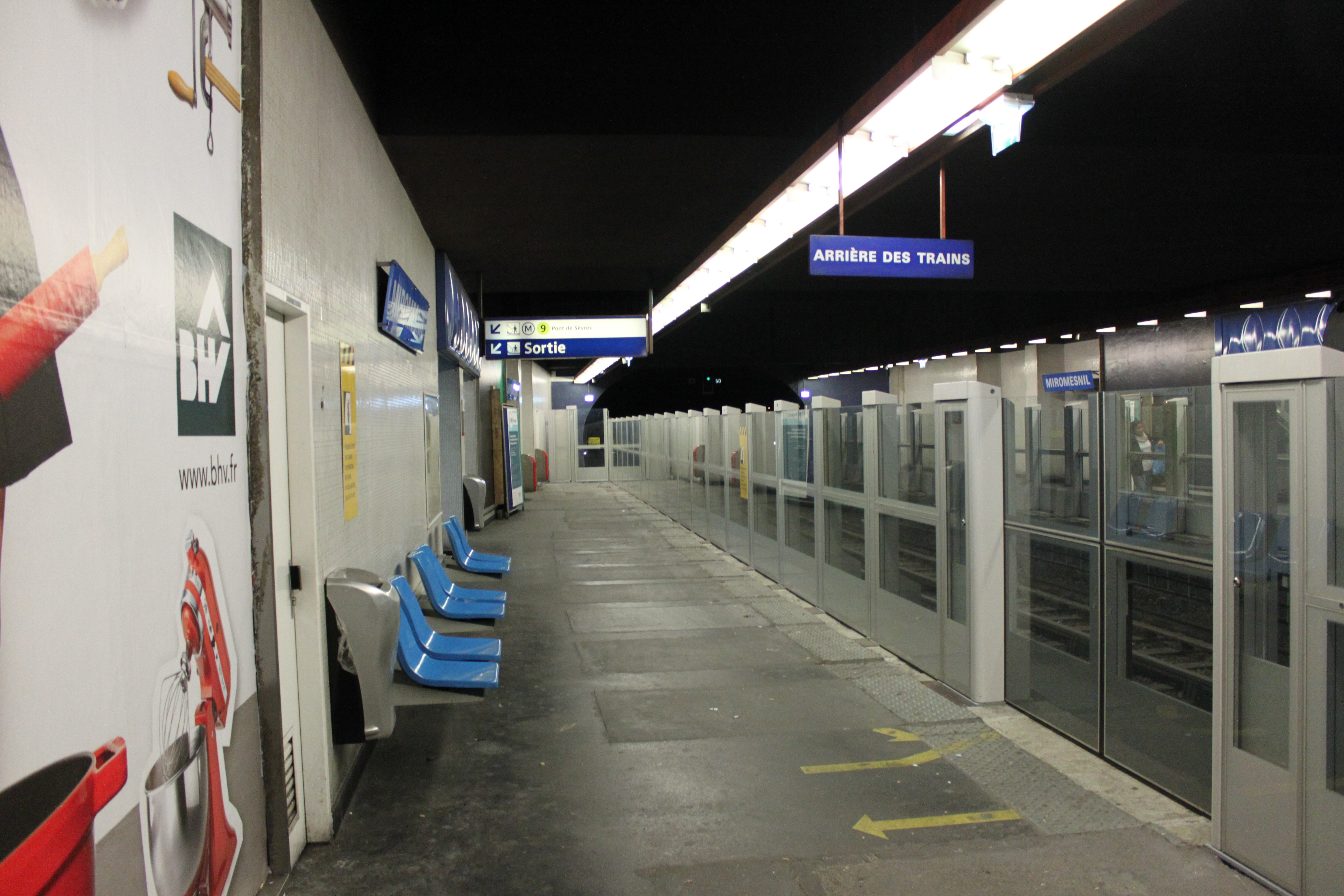
Зал линии 13
- Состав модели MF 77 на станции